# Orthotheca berteroana
Orthotheca berteroana là một loài rêu trong họ Calymperaceae. Loài này được Brid. Brid. mô tả khoa học đầu tiên năm 1827.